# 朴炳涍
朴 炳涍（パク・ピョンヒョ、朝鮮語: 박병효、1929年または1935年 - 1981年5月30日）は、大韓民国の政治家。第9・10代大韓民国国会議員。

## 経歴
1929年または1935年に全羅南道光陽郡津月面に生まれた。中央大学校法科大学、ソウル大学校大学院を卒業後、高等考試に合格し渡米、国際警察大学院を修了した。その後は警察大学教授部長、全州警察署長、中央大学校、東国大学校、永生大学校の講師を務め、1973年2月27日に実施された第9代総選挙に麗水・光陽・麗川地区より新民党公認で立候補して、初当選した後、国会議員を2期にわたって務めた。他に新民党政策研究室長、新民党院内副総務を務めた。
1981年5月30日、華城郡烏山邑の高速道路上での自動車の横転事故により47歳で死去した。